# William Weld
William Floyd Weld, detto Bill (Smithtown, 31 luglio 1945), è un avvocato, imprenditore, scrittore e politico statunitense, candidato vicepresidente per il Partito Libertario alle elezioni presidenziali del 2016 e governatore del Massachusetts dal 1991 al 1997.

## Biografia

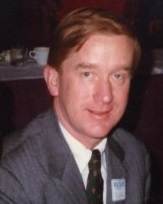
Weld negli anni '90

Nato a Smithtown, Weld discende da un'importante famiglia di New York. Il padre, David (1911-1972), era banchiere, mentre la madre, Mary Nichols Weld (1913-1986), era discendente di William Floyd, uno dei firmatari della Dichiarazione d'indipendenza del 1776.
Si è laureato con un B.A. Summa Cum Laude in economia nel 1966 all'Harvard College ed è stato nominato Juris Doctor cum laude all'Harvard Law School.
Prima di entrare in politica ha lavorato da avvocato, e tra i suoi colleghi alla Commissione di Giustizia c'era una giovane Hillary Rodham.

### Vita privata
Weld si è sposato due volte:
- la prima volta con Susan Roosevelt, bisnipote dell'ex-presidente Theodore Roosevelt ed ex-professoressa di cultura cinese ad Harvard, dal 1975[4] al 2002, dalla quale ha avuto cinque figli tra il 1976 ed il 1983;
- la seconda volta con Leslie Marshall, sua attuale compagna.

Ha inoltre scritto tre libri.

## Carriera politica

### Partito Repubblicano (1981-2016)

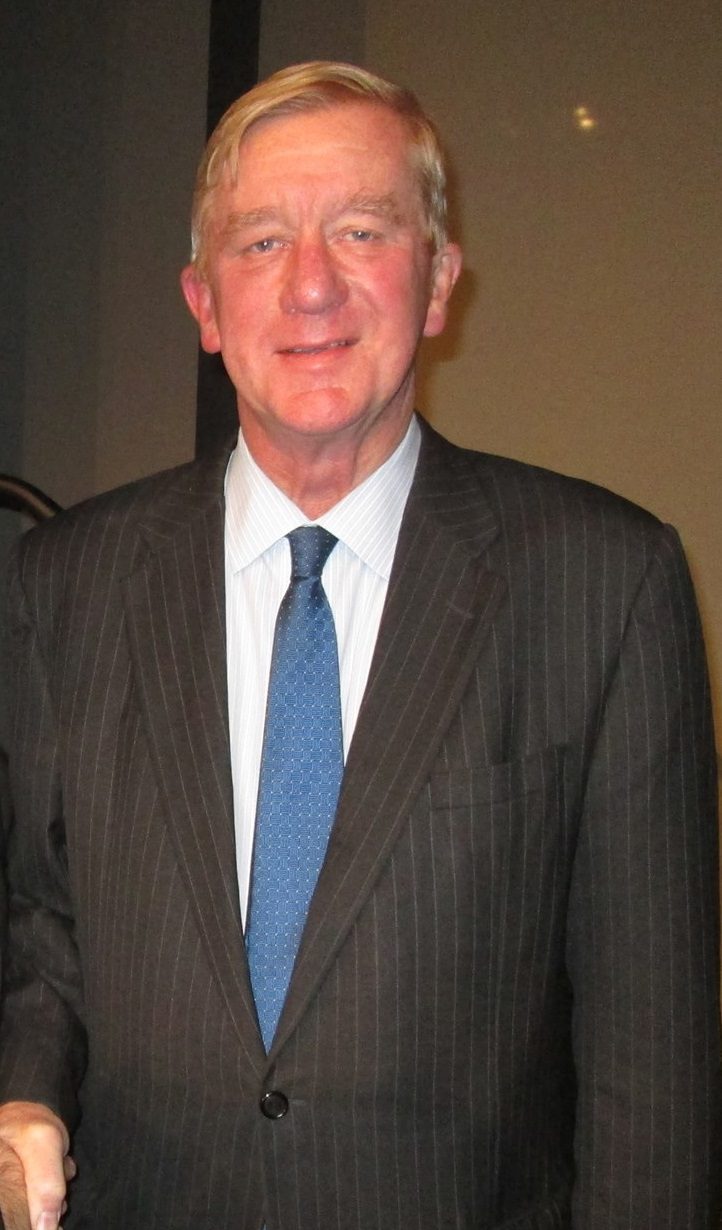
Weld nel 2013

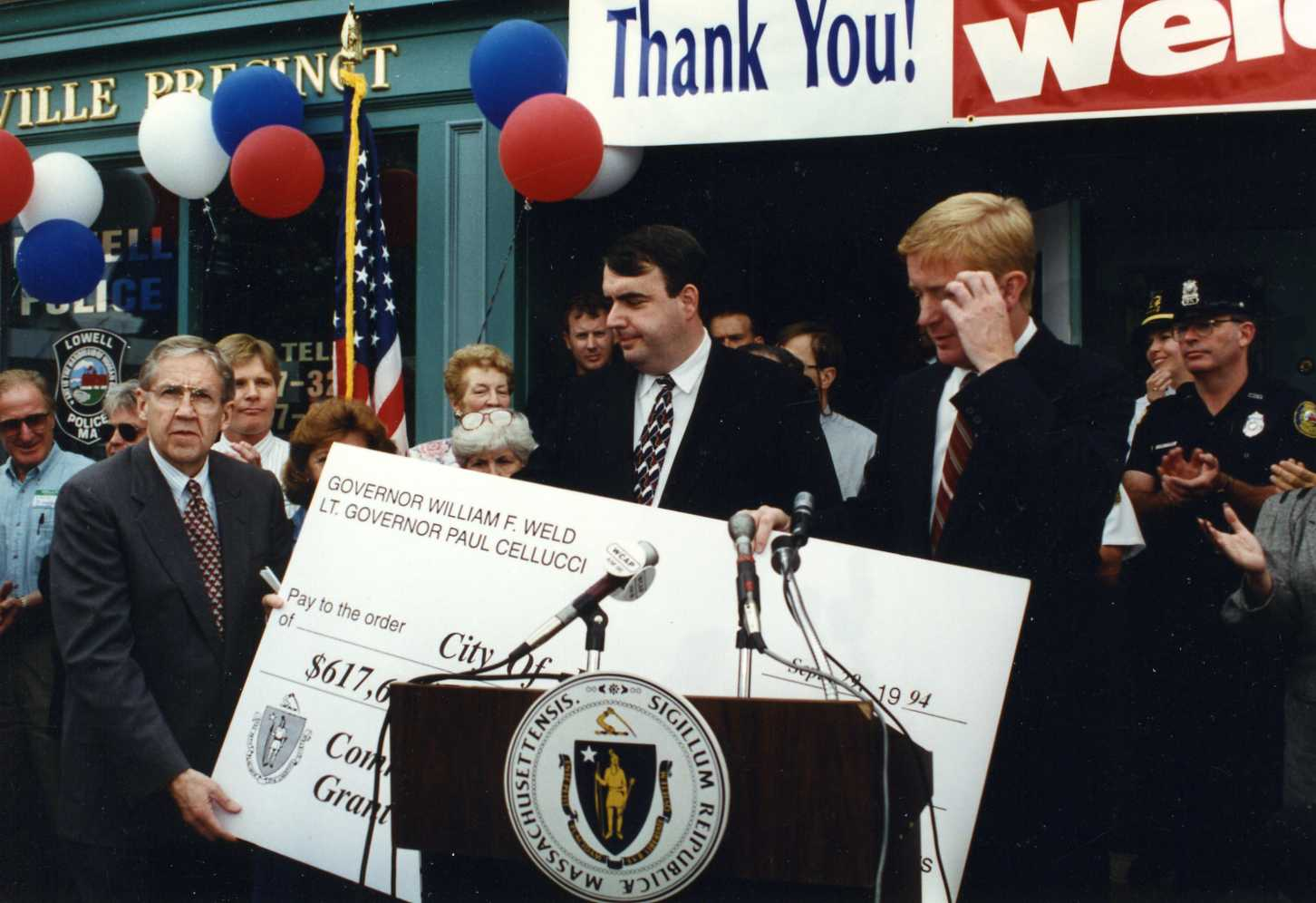
Weld (a destra) con Paul Cellucci (al centro) nel 1994

Il primo ruolo ricoperto da Weld, allora militante nel Partito Repubblicano, fu quello di procuratore distrettuale del Massachusetts, nominato dal presidente Reagan su suggerimento del procuratore generale Rudolph Giuliani, futuro sindaco di New York. Rimase in carica fino al 1986, e la sua esperienza è stata giudicata molto positiva.
Nel 1986 Reagan lo nominò assistente procuratore generale della Criminal Division del Dipartimento di Giustizia. Si dimise però nel 1988 insieme a cinque coleghi per protestare contro la condotta economica del procuratore generale Edwin Meese; ci fu un processo nel quale Weld e un suo collega, Arnold Burns, testimoniarono contro Meese, che fu costretto a dimettersi a sua volta dopo pochi mesi.
Nel 1990 si candidò come governatore del Massachusetts. Dopo aver battuto Steven Pierce alle primarie repubblicane, sconfisse anche il presidente dell'Università di Boston John Silber con il 50,19% dei voti, diventando il primo governatore repubblicano dopo quindici anni. Venne in seguito rieletto nel 1994 con il 70,85% di voti contro Mark Roosevelt. Nel 1996 si candidò al Senato contro il senatore John Kerry, perdendo col 44,7% di voti. Nel 1997 il presidente Bill Clinton lo scelse come ambasciatore statunitense in Messico, ma il presidente della Commissione degli affari esteri del Senato Jesse Helms, insieme all'ex-procuratore Edwin Meese (colui che aveva causato le dimissioni di Weld nel 1988), bloccò la candidatura e portò Weld a processo per annullare la sua nomina. Per seguire la sentenza, il 29 luglio Weld si dimise dalla carica di governatore lasciandola al suo vice Paul Cellucci; la sentenza, sei settimane dopo, fu però di assoluzione, e come ambasciatore in Messico fu nominato Jeffrey Davidow.

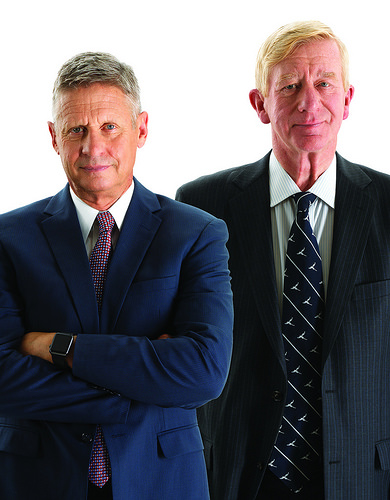
William Weld (a destra) con Gary Johnson nel 2016

Nel 2006 si candidò come governatore di New York, venendo però sconfitto alle primarie da John Faso.
Alle primarie repubblicane del 2008 e del 2012 sostenne il suo successore come governatore del Massachusetts Mitt Romney, mentre nel 2016 appoggiò John Kasich.

### Partito Libertariano (2016-2019)

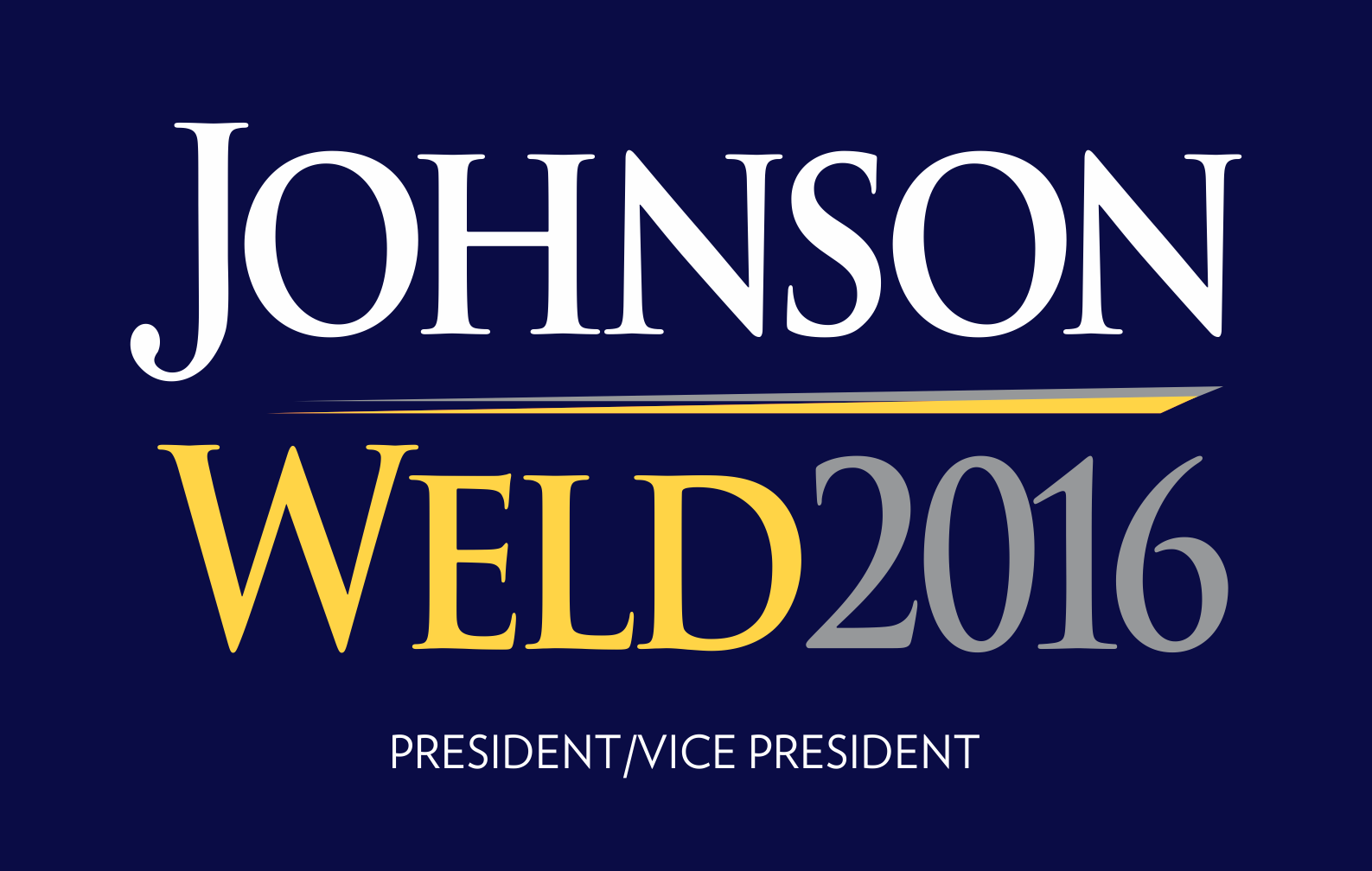
Logo della campagna elettorale di Johnson e Weld

Il 17 maggio 2016 l'ex-governatore del Nuovo Messico e candidato del Partito Libertariano alle elezioni presidenziali Gary Johnson annunciò di aver scelto Weld come suo candidato vicepresidente. Weld ha ufficialmente accettato la nomina alla convention nazionale del partito tenutasi il 29 maggio ad Orlando; è la prima volta dal 1948 che un partito presenta un ticket presidenziale composto da entrambi ex-governatori (all'epoca fu il partito dei Dixiecrat con il governatore della Carolina del Sud Strom Thurmond ed il governatore dell'Arkansas Benjamin Laney).
All'inizio della campagna, il consenso della coppia era al 9% circa, una cifra sorprendente per un partito minore. Tuttavia, dopo una gaffe televisiva di Johnson in cui affermò di "non sapere cosa fosse Aleppo", i sostenitori calarono vistosamente. Alla fine, l'8 novembre, la coppia ebbe il 3,28% di voti (4 488 919 votanti), miglior risultato di sempre del Partito Libertariano.

### Nuovamente nel Partito Repubblicano (dal 2019)

Logo per le primarie repubblicane del 2020

Il 17 gennaio 2019 Weld torna a far parte del Partito Repubblicano.
Il 15 febbraio dello stesso anno, Weld annuncia la sua intenzione a candidarsi alle primarie repubblicane contro il Presidente uscente Donald J. Trump, in vista delle elezioni presidenziali del 2020, formando quindi un comitato esplorativo apposito.
Il 15 aprile 2019, Weld annuncia ufficialmente la sua candidatura.

## Opere
- Big Ugly, New York, Simon & Schuster, 1999
- Mackerel by Moonlight, New York, Pocket Books, 1999
- Stillwater, San Diego, Harcourt, 2003